# Апсат
Апса́т — река в Забайкальском крае России, левый приток Чары.
Длина реки — 105 км. Площадь бассейна — 1280 км². Средняя глубина — 0,9 метра, максимальная — 1,2 метра. Дно каменисто-галечное. На реке находится 10-метровый Апсатский водопад.
Богат рыбой, в частности: ленок, хариус, таймень, валёк, плотва, налим, щука, окунь.